# Iassus ulmi
Iassus ulmi är en insektsart som beskrevs av Kusnezov 1929. Iassus ulmi ingår i släktet Iassus och familjen dvärgstritar. Inga underarter finns listade i Catalogue of Life.